# Episodi di Shaft
Elenco degli episodi della serie televisiva Shaft, mandati in onda negli Stati Uniti dalla CBS tra il 10 settembre 1973 e il 19 febbraio 1974. In Italia è stata trasmessa da TVA 40 negli anni novanta.

## Episodi
| nº | Titolo originale      | Titolo italiano                                 | Prima TV USA     | Prima TV Italia |
| -- | --------------------- | ----------------------------------------------- | ---------------- | --------------- |
| 1  | The Enforcers         | I giustizieri della città                       | 9 settembre 1973 |                 |
| 2  | The Killing           |                                                 | 30 ottobre 1973  |                 |
| 3  | Hit-Run               | Per la polizia è solo l'incidente mortale n° 27 | 20 novembre 1973 |                 |
| 4  | The Kidnapping        | Sequestro pericoloso                            | 11 dicembre 1973 |                 |
| 5  | Cop Killer            | Un poliziotto pulito                            | 1 gennaio 1974   |                 |
| 6  | The Capricorn Murders | Gli omicidi del Capricorno                      | 29 gennaio 1974  |                 |
| 7  | The Murder Machine    |                                                 | 19 febbraio 1974 |                 |

## Sequestro pericoloso
- Titolo originale: The Kidnapping
- Diretto da: Alexander Singer
- Soggetto: Ernest Tidyman (racconto)
- Scritto da: Allan Balter, William Read Woodfield

### Trama
- Interpreti: Richard Roundtree (John Shaft), Eddie Barth (tenente Al Rossi), Paul Burke (Elliot Williamson), Karen Carlson (Nancy Williamson), Nicolas Beauvy (Matthew Potter), Greg Mullavey (Beck), Timothy Scott (Hayden), Victor Brandt (Leo), Frank Marth (Sheriff Bradley), Philip Kenneally (Deputy Walter), Erik Holland (Deputy Daley), Frank Whiteman (Deputy Milton), Stephen Coit (Mr. Tolliver), Jayne Kennedy (Debbie), Richard Stahl (Potter)

## Gli omicidi del Capricorno
- Titolo originale: The Capricorn Murders
- Diretto da: Allen Reisner
- Soggetto: Ernest Tidyman (racconto)
- Scritto da: Ellis Marcus

### Trama
- Interpreti: Richard Roundtree (John Shaft), Eddie Barth (tenente Al Rossi), Don Knight (J.L. Teague), David Hedison (Gil Kirkwood), Cathy Lee Crosby (Joanna Kirkwood), Robert Phillips (Harry Praeger), Bert Freed (investigatore), Arthur O'Connell (Frank Lucas), June Dayton (commesso di banca), Dean Harens (funzionario di banca), Candice Rialson (Myrna), Thelma Pelish (Carol), Joella Deffenbaugh (Nicky)